# MRPS28
MRPS28‏ (Mitochondrial ribosomal protein S28) هوَ بروتين يُشَفر بواسطة جين MRPS28 في الإنسان.